# Botanophila praefecta
Botanophila praefecta är en tvåvingeart som först beskrevs av Huckett 1966.  Botanophila praefecta ingår i släktet Botanophila och familjen blomsterflugor. Inga underarter finns listade i Catalogue of Life.